# 苏珊·斯特兰奇
苏珊·斯特兰奇（1923年6月9日—1998年10月25日）是一位英国国际政治经济学家，毕业于倫敦政治經濟學院，主要作品有《国家与市场》（States and Markets）等。